# Christian Linning

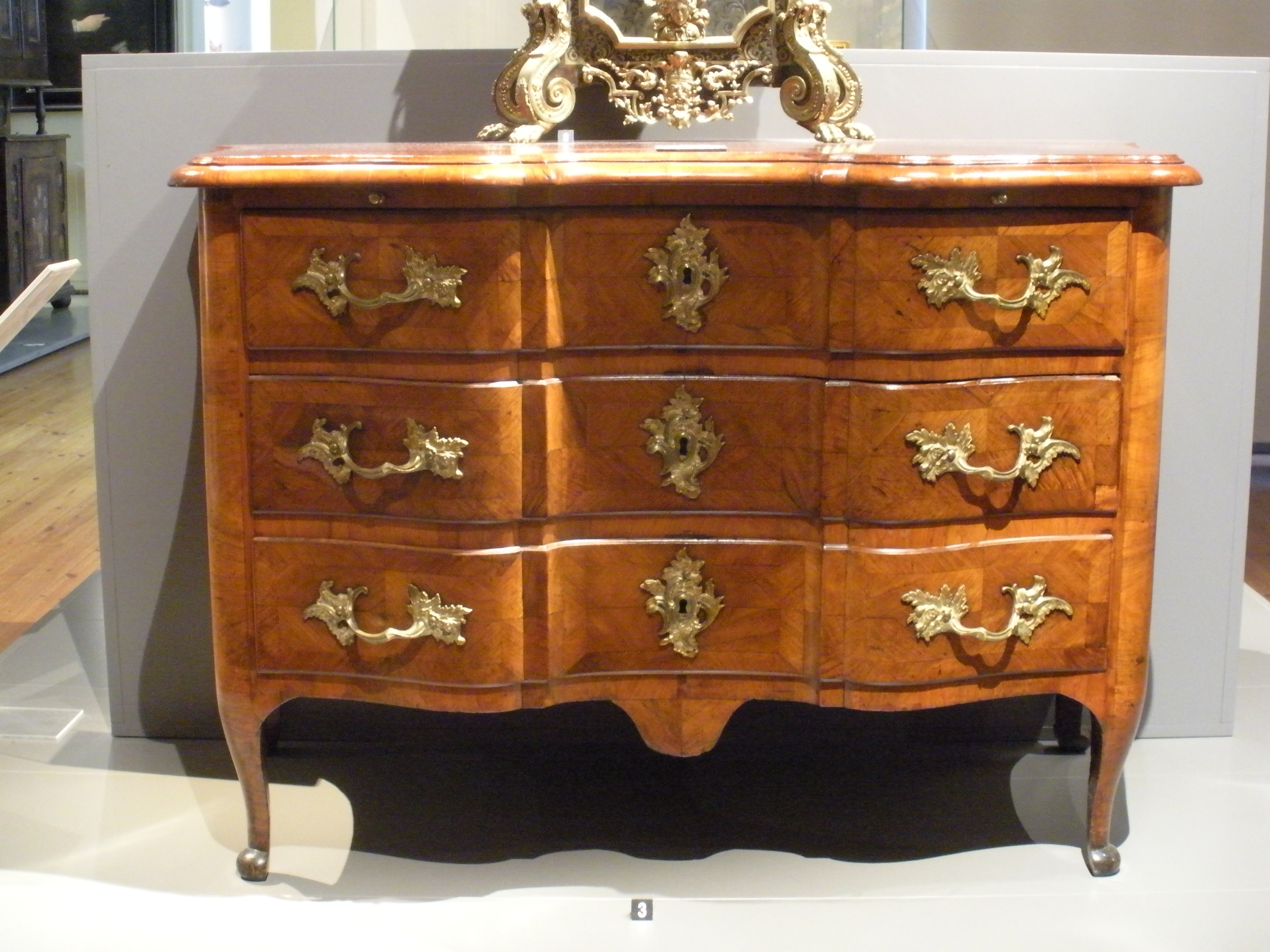
Rokokobyrå av Christian Linning (1744-1750).

Johan Christian Linning, född nån gång mellan 1706-1714 i Stockholm, död 1779 i Stockholm, var en svensk möbelsnickare och schatullmakare.

## Biografi
Christian Linning började som lärling hos Christoper Wellendorph 1730 och blev gesäll där 1734. Efter ett avlagt mästarprov i form av en sekretär framför Stockholms snickarämbete 1746 fick han burskap samma år. Linning blev schatullmakarnas ålderman 1772 och behöll den posten fram till sin död sju år senare. Hans första hustru Maria Christina Pihl dog 1746, och året efter gifte han om sig med Johan Hugo Fürlohs änka Maria Christina Wulf. Äktenskapet med Fürlohs änka innebar att han fick överta dennes verkstad på Köpmangatan 3 i Stockholm. Verkstaden, som var utrustad med 13 hyvelbänkar, var det mest produktiva möbelsnickeriet i Sverige under den här perioden. Man utbildade sammanlagt 52 lärlingar, varav 41 blev färdiga gesäller. Hans verkstad var den mest produktiva i hela Stockholm.

## Verksamhet
Linnings mer än 30-åriga produktion ger en tydlig bild av hur det svenska stilidealet förändrades från senbarock till rokoko. Tidiga verk från präglas av inflytande från tyska, holländska och engelska ideal, men från 1750-talet kom möblerna att i allt högre grad påverkas av franska influenser. De senbarockt buktiga byråarna ersattes på 1760- och 70-talet successivt av mer kvadratiska former. Linning är liksom många av tidens möbelsnickare mest känd för sina byråar, även om man i verkstaden tillverkade många olika möbler som föll inom schatullmakarnas skrå: sekretärer, skrivbord, spelbord, toalettbord, kommoder och mycket annat. Byråarna är i varierande storlek, men var alltid välformade och rikt dekorerade med beslag. Med åren följde man med tidens smak och tillverkade möbler i lättare och smäckrare former. Faneringarna är oftast utförda i valnötsträ, i synnerhet under hans senare produktion, även om det finns exempel på fanerarbeten i ett stort antal träslag. Många av byråarna har förgyllda beslag och en krönskiva av svart kolmårdsmarmor, något som blev stilbildande för det sena 1700-talets möbelkonst. Möbler från Linnings verkstad finns idag bland annat på Nordiska museet, Nationalmuseum och på Drottningholms slott.

## Släktförhållanden

### Linnings son
Christian Linnings son var den berömde möbelsnickaren och schatullmakaren Johan Christian Linning (1749-1801). Sonen Johan Christian Linning var en hantverkare av särdeles framstående skicklighet, han var Kunglig hovschatullmästare och hovsnickare och utförde möbler i gustaviansk stil. Han blev gesäll 1769 och mästare i Stockholms snickarämbete 1779. Han gjorde några kända gustavianska byråer, men utvecklade ett fantastiskt snickeri under sengustaviansk tid. Han var påverkad av engelska förebilder och hans möbelsnickeri var mycket elegant och hade fulländade former. Han hade gått i lära hos fadern, Johan Christian Linning. 

### Linnings sonson
Christian Linnings sonson var bildhuggaren, skulptören och keramikern, Christian Arvid Linning (1781-1843) i Stockholm. Christian Arvid Linning arrenderade 1813-1822 Ulfsunda keramiska fabrik, Ulfsunda Fabrique i Bromma, i Stockholm och blev dess konstnärlige ledare.

### Linning och Haupt blev släkt
Christian Linnings 23-åriga dotter Anna Linning (1748-1777) gifte sig den 9 maj 1771 med hovsnickare Georg Haupt och paret fick tre döttrar. Haupts unga hustru dog redan sommaren 1777. Haupt var sedan länge god vän med Annas bror Johan Christian Linning och dennes halvbror Christopher Fürloh, båda skickliga möbelsnickare under den gustavianska epoken. Två år senare gifte Haupt om sig med 20-åriga Sara, som var dotter till en gelbgjutare.